# Dębsk (gromada)
Dębsk – dawna gromada, czyli najmniejsza jednostka podziału terytorialnego Polskiej Rzeczypospolitej Ludowej w latach 1954–1972.
Gromady, z gromadzkimi radami narodowymi (GRN) jako organami władzy najniższego stopnia na wsi, funkcjonowały od reformy reorganizującej administrację wiejską przeprowadzonej jesienią 1954 do momentu ich zniesienia z dniem 1 stycznia 1973, tym samym wypierając organizację gminną w latach 1954–1972.
Gromadę Dębsk z siedzibą GRN w Dębsku utworzono – jako jedną z 8759 gromad na obszarze Polski – w powiecie mławskim w woj. warszawskim, na mocy uchwały nr VI/10/8/54 WRN w Warszawie z dnia 5 października 1954. W skład jednostki weszły obszary dotychczasowych gromad Dębsk, Krzywonoś, Sławogóra Nowa i Wola Dębska ze zniesionej gminy Dębsk w powiecie mławskim oraz obszar dotychczasowej gromady Budy Garlińskie ze zniesionej gminy Grudusk w powiecie ciechanowskim w tymże województwie. Dla gromady ustalono 12 członków gromadzkiej rady narodowej.
31 grudnia 1959 z gromady Dębsk wyłączono wieś Krzywonoś, włączając ją do znoszonej gromady Piegłowo w tymże powiecie, po czym gromadę Dębsk zniesiono a jej (pozostały) obszar włączono do gromady Szydłowo tamże.